# 伯公岡
伯公岡，原寫為伯公崗，是臺灣桃園市楊梅區的一個傳統地域名稱，位於該區西部偏北。相較於今日行政區，其範圍大致包括富岡里、富豐里。

## 歷史
台灣清治末期至日治初期，伯公岡地區為一街庄，稱為「伯公崗庄」，隸屬於竹北二堡。該庄北邊西側較小段與十五間庄為鄰，北邊東側較大段及東邊北段與下陰影窩庄為鄰，東邊中段與上陰影窩庄為鄰，東邊南段及南邊東段與三湖庄為鄰，南邊西段與上四湖庄為鄰，西邊為和興庄。
1901年（日治明治三十四年）11月，全台廢縣廳改設二十廳，該庄隸屬於桃仔園廳。1903年（明治三十六年），改名桃園廳。1909年（明治四十二年）10月，合併二十廳為十二廳，該庄隸屬不變。1920年（大正九年），廢十二廳改設五州二廳，該庄改制並雅化為「伯公岡」大字，隸屬於新竹州中壢郡楊梅庄。1941年，楊梅庄升格為楊梅街。
戰後楊梅街改制為楊梅鎮，隸屬於新竹縣，大字亦改制為里。1950年桃、竹、苗分治，楊梅鎮改隸屬於桃園縣。2010年8月，楊梅鎮因人口達15萬而改制為楊梅市。2014年12月，桃園縣升格為直轄桃園市，楊梅市改制為楊梅區。

## 聚落
本地區發展較早的聚落為伯公崗，在日治期初期的官方地圖上已有記載。此外，本地區尚有富岡（南半部）、六股等聚落。

## 交通
台鐵縱貫線是台灣西部縱向鐵路幹線，大致先以東南—西北走向經過伯公岡地區東北部一小段邊界地帶後出境，再以東北東—西南西走向轉東北—西南走向經過本地區西北部，並於北部近邊界地帶設有富岡車站。該站屬三等站，僅停靠區間車，乘客藉此可前往台鐵沿線各站。
省道台31線又稱「高鐵橋下桃園段道路」，是蘆竹至湖口與高鐵並行的平面幹道，大致以東北—西南走向經過本地區東部。由該道路向東北可前往新屋、中壢、大園、蘆竹的高鐵沿線各地，向西南可前往湖口的高鐵沿線各地。
區道桃109線是新屋至六股的道路，也是舊跨縣鄉道桃竹109線（新屋至新湖口）改編後的桃園市境內路段，其西南側端點位於本地區西部六股聚落西北側的縣市界新竹縣鄉道竹109線東北側端點處。由此向東北蜿蜒而行，於富岡出邊界後可前往下陰影窩、新屋並止於市道114號路口。　
區道桃110線是十五間至下水尾的道路，大致先以西北—東南走向經過本地區北部富岡聚落後出境，再以與台鐵縱貫線並行而位於其北側經過本地區東北部邊界地帶。由該道路向北北西轉西再轉北可前往十五間的呂屋聚落並止於區道桃106線路口，向東南可前往上陰影窩、水尾並止於縣道115號路口。
區道桃111線（民安路）是老飯店至上四湖的道路，大致以北北東—南南西走向轉東北—西南走向經過本地區東部邊界地帶。由該道路向北北東轉東北可前往上陰影窩地區的老飯店聚落並止於縣道115號路口，向西南可前往三湖、上四湖交界處並止於區道桃13線路口。